# Laura Poitras
Laura Poitras (ur. 2 lutego 1964 w Bostonie) – amerykańska reżyserka i producentka filmowa, znana ze swoich wielokrotnie nagradzanych i zaangażowanych społecznie filmów dokumentalnych. 
Nominowana do Oscara za najlepszy pełnometrażowy film dokumentalny za obraz poświęcony wojnie w Iraku pt. Mój kraju! (2006). Statuetkę w tej kategorii zdobyła za  Citizenfour (2014), dokument o Edwardzie Snowdenie. Laureatka Złotego Lwa na 79. MFF w Wenecji za film dokumentalny Całe to piękno i krew (2022), opowiadający o życiu aktywistki Nan Goldin. Był to zaledwie drugi dokument w historii tej najstarszej imprezy filmowej na świecie wyróżniony nagrodą główną.
Zasiadała w jury konkursu głównego na 80. MFF w Wenecji (2023).